# Peter Paul Etz
Peter Paul Etz (* 30. Juni 1913 in Mainz; † 20. September 1995) war ein deutscher Maler, Glaskünstler und Professor.

## Leben
Peter Paul Etz wuchs als Sohn von Elisabeth Weber und des Zollrats Fritz Etz auf. Während seiner Schulzeit war er befreundet mit Leo Trepp, der später Oberrabbiner wurde. Etz studierte in Mainz bei Richard Throll und dann an der Akademie in München bei Karl Caspar, daneben absolvierte er eine handwerkliche Lehre. Von 1939 bis 1945 wurde er in den Krieg eingezogen. Er lehrte ab 1947 als Dozent für Malerei, Mosaik und Glas an der Landeskunstschule Mainz. 1972 wurde er als Professor für Kunst an die Universität Mainz berufen.
Etz wohnte in der Weidmannstraße 38 in Mainz-Oberstadt. Aus seiner 1955 geschlossenen Ehe mit Felicitas Unterberg entstammen zwei Söhne und eine Tochter.

Zu seinem 100. Geburtstag widmete die Stadt dem Künstler eine Retrospektive im Mainzer Rathaus.

## Werk
Freilich schrieb über Etz, Hugo Jamin, Theo Gebürsch und Willy Fügen: von "den außerordentlichen Kräfte der neueren rheinpfälzischen Malerei, denen der heimatliche Umkreis nicht genügenden schöpferischen Spielraum bot".
Sein Werk ist vielseitig und einer frischen Farbatmosphäre, einer Interpretation verwehrte er sich.
Als traumatisches Erlebnis gelten seine Kriegserlebnisse, die er in einem Teil seines Werks verarbeitete, so auch in dem Zyklus der sich im Deutschen Historischen Museum. Auch die Bilder mit der Darstellung sexueller Gewalt, werden als Verarbeitung der Kriegserlebnisse gesehen.
- Straße bei Tutzing/Starnberg, 1936
- Panzer vor der Kathedrale in Smolensk. Gemälde, Tempera, 1942
- Eifersuchtsbild 2, 1985

Werke von Etz befinden sich im Deutschen Historischen Museum und im Germanischen Nationalmuseum.
Zwei Werke von Etz gelangten im Zweiten Weltkrieg in die USA, sollen aber zurückgegeben werden. Sie sind in der German Art Collection der Texas Tech University erfasst.

### Sakrales Werk (Auswahl)

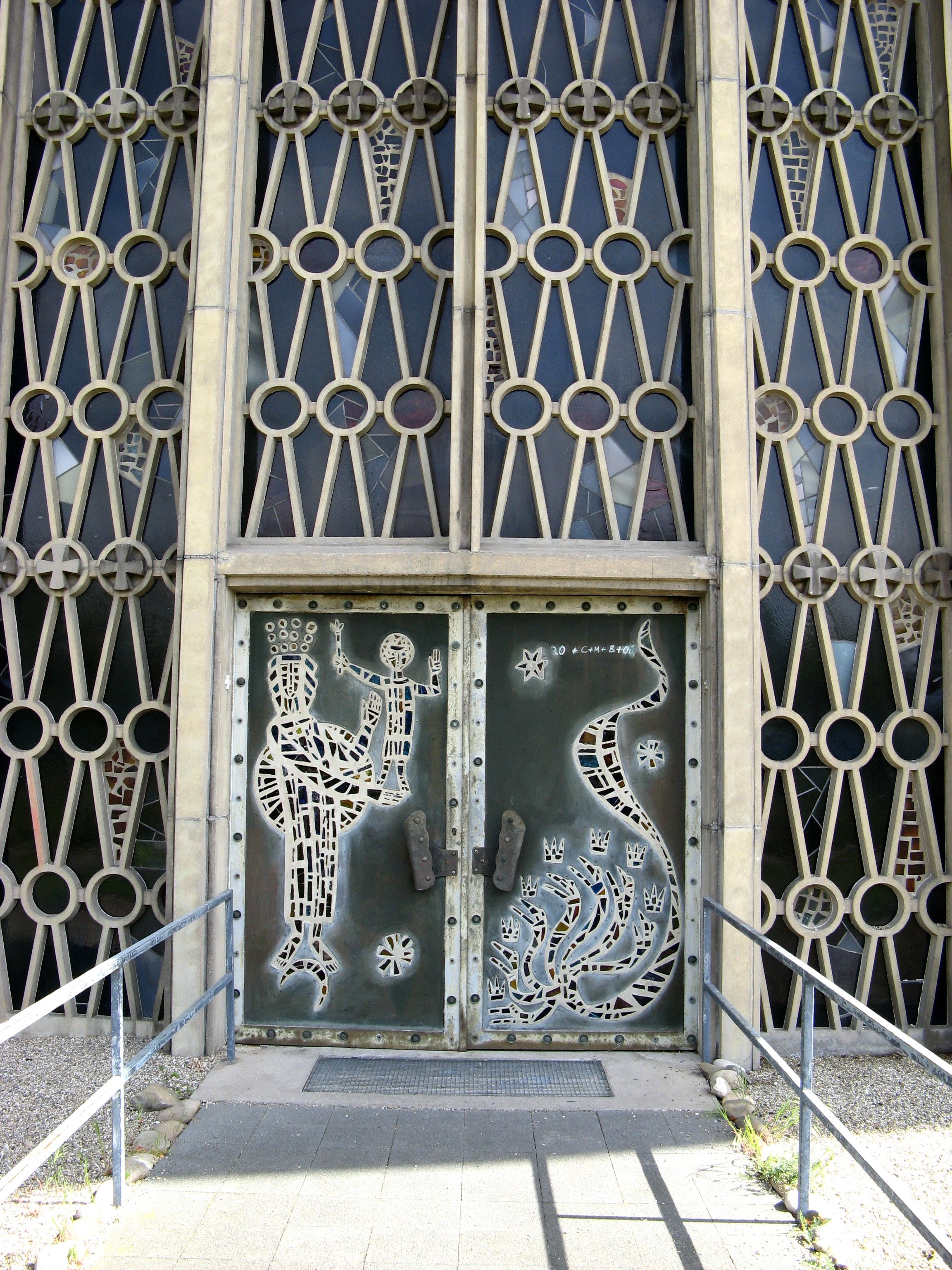
St. Petrus Canisius in Mainz-Gonsenheim

- Altarwand in der Pfarrkirche St. Alban in Mainz (1952)
- Apsis-Fresko „Christus als Pantokrator“, Katholische Pfarrkirche Liebfrauen (Nidda) (1954)
- Türen und Fenster von St. Petrus Canisius (Mainz-Gonsenheim) (1955)
- Ausmalung der Pfarrkirche Maria Hilf in Mainz (1958)
- Fenster von Liebfrauen (Mainz) (1965)
- Fenster des Gemeindezentrum Heilig Geist (Mainz) (ca. 1965)
- Nikolaus-Fenster in der Kapelle der Kirche St. Nikolaus, Mombach[3]
- Pieta der Marien-Gedächtniskapelle, St. Bartholomäus in Saulheim (1969)
- Triptychen, Öl auf Leinwand (1980er Jahre – 1992)

### Illustrationen
- Saitok, der Eskimo. Abenteuer im kanadischen Eismeer. Anton Kaltenbach
- Ein Kind öffnet die Himmelstür. Richard Knies

## Schüler
- Ernst Birkheimer
- Alois Plum
- Gustel Stein
- Annette Lipp-Wiehl
- Werner Repert
- Hermine Naumburg

## Ausstellungen (Auswahl)
- Neue Glasmalerei, Graphik, Malerei. Nassauischer Kunstverein Wiesbaden, 1968
- Bilder von Peter-Paul Etz. Stadtbibliothek Mainz, 1970
- Peter Paul Etz. Gemälde. Ausstellung, Galerie Kloster Pfaffen-Schwabenheim, 1990
- Peter Paul Etz 1913–1995. Tafelbilder, 2002
- 99 Jahre Peter Paul Etz, Kunstverein Eisenturm Mainz, 2012